# Le verità nascoste (film)
(Tagline del film)
Le verità nascoste (What Lies Beneath) è un film del 2000 diretto da Robert Zemeckis. Interpretato da Michelle Pfeiffer e Harrison Ford, è un thriller di stampo hitchcockiano.

## Trama
In seguito alla partenza di sua figlia Caitlin per il college, Claire Spencer si trasferisce nel Vermont con suo marito Norman, un famoso scienziato e professore universitario. Una volta nella nuova casa, Claire nota degli strani comportamenti nella sua vicina Mary Feur, la quale sembra vessata e sottomessa dal marito Warren. Norman tuttavia minimizza le preoccupazioni della moglie, attribuendole allo stress per l'abbandono della figlia e a un trauma subìto dalla donna tempo prima: Claire si era schiantata contro un albero mentre guidava la sua auto, ma non ricorda nulla dell'incidente.
D'improvviso Mary sembra svanire nel nulla, e contemporaneamente Claire inizia a percepire il fantasma di una donna che aleggia nel lago intorno alla sua casa. Claire si convince che il fantasma appartenga a Mary, che ritiene sia stata uccisa da Warren; il suo psicologo la convince quindi a mettersi in contatto con la defunta per esorcizzare questa idea. Insieme alla sua amica Jody, Claire tenta dunque di comunicare col fantasma per mezzo di una tavola ouija, ma senza successo. In seguito alla seduta spiritica iniziano però a verificarsi strani fenomeni: la vasca da bagno, come già accaduto in precedenza, si riempie da sola e vi compare dentro l'ombra di una donna; sullo specchio appare la scritta Tu lo sai; infine sul monitor del computer compare la scritta MEF ripetuta all'infinito. Poiché le iniziali combaciano con quelle di Mary Feur, Claire si convince che ella stia tentando di contattarla per vendicarsi del marito: poco dopo, tuttavia, la vicina ricompare affermando di essersi soltanto allontanata per qualche giorno in seguito a un litigio con il marito.
Nonostante il ritorno di Mary, i fenomeni non cessano: guidata dalla presenza, Claire ritrova nella sua stessa casa una vecchia chiave e il ritaglio di un giornale contenente la notizia della sparizione di una ragazza di nome Madison Elizabeth Frank, studentessa presso l'università dove insegna Norman; Claire si rende conto che ella ha le stesse iniziali comparse sul computer, e inizia a pensare che sia lei il fantasma che la tormenta. La donna si reca a indagare in casa della ragazza scomparsa; qui nota una fotografia in cui Madison indossa una collana dal disegno particolare, alla quale è attaccata una ciocca dei suoi capelli; istintivamente Claire la ruba: tramite essa lo spirito di Madison la possiede. All'arrivo di Norman, Claire, posseduta da Madison, lo seduce con aggressività; nella mente di Claire si sblocca così un ricordo represso: tempo prima aveva sorpreso Norman insieme a Madison in quella stessa casa, mentre avevano un rapporto sessuale; nella disperazione era fuggita di casa e aveva avuto l'incidente che le aveva causato un'amnesia. Tornata in sé, Claire chiede a Norman cosa sia accaduto e l'uomo ammette di aver avuto una relazione con Madison tempo prima, quando il loro matrimonio era in crisi; il marito precisa però che la loro relazione era già terminata quando la ragazza era scomparsa, e che lui non ha idea di che fine abbia fatto.
Disperata, Claire scappa da Jody, la quale le rivela di aver visto Norman insieme a Madison tempo prima, ma di averglielo taciuto per non ferirla. Claire torna a casa per chiedere un chiarimento a Norman, ma lo trova nella vasca da bagno svenuto, dopo aver apparentemente tentato di suicidarsi. Grazie all'intervento di Claire l'uomo si salva, ma poi è lui a salvare Claire da una forza misteriosa che la trascina nel lago; prima che il marito la salvi, Claire intravede sul fondo del lago una scatola con lo stesso simbolo inciso sulla collana di Madison.
Claire è sempre più convinta che Norman sia coinvolto nella sparizione di Madison, ma questi nega, affermando solo che la ragazza era rimasta sconvolta quando lui l'aveva lasciata e che dunque probabilmente si è allontanata per quel motivo. Tuttavia Claire riesce a recuperare la scatola, che si apre con la chiave ritrovata in precedenza: dentro c'è la collana di Madison. Messo alle strette dalla moglie, Norman cambia versione e dice che Madison, dopo essere stata lasciata da lui, aveva fatto irruzione nella loro casa e si era suicidata, probabilmente per incolpare lui; l'uomo l'aveva trovata quando era già morta, e per salvare sé stesso e la sua famiglia aveva chiuso il corpo nell'auto di Madison e l'aveva gettata nel lago. Claire gli chiede di costituirsi, ma lui finge di chiamare la polizia e, una volta tranquillizzata sua moglie, la aggredisce e la narcotizza. Mentre il sonnifero fa effetto Norman ammette di aver ucciso Madison perché la ragazza aveva intenzione di rendere pubblica la loro relazione; anche il tentativo di suicidio era solo una messinscena per riavvicinarsi a Claire.
Norman tenta di inscenare il suicidio di Claire immergendola nella vasca, ma gli appare il fantasma di Madison, per cui scivola e batte la testa. Claire rinviene poco prima di annegare e cerca di fuggire con il furgoncino, ma Norman, riavutosi a sua volta, la raggiunge e la aggredisce nuovamente mentre, alla guida del mezzo, sta attraversando un ponte sul lago. Claire sbanda e i due finiscono in acqua; mentre il furgoncino affonda Norman cerca di far annegare Claire, ma i rottami del veicolo rompono il parabrezza dell'auto di Madison, sul fondo del lago: il suo cadavere raggiunge Norman e lo tiene bloccato, mentre Claire riesce a salvarsi. Norman annega, mentre Madison, avuta finalmente la sua vendetta, è libera di andare. Tempo dopo, Claire si reca presso la tomba di Madison per lasciarle una rosa.

## Produzione
Le verità nascoste nasce da uno script della documentarista Sarah Kernochan, basato su un'esperienza personale, e con una trama inizialmente incentrata su una coppia di anziani alle prese con presenze soprannaturali. Questo soggetto venne acquistato dalla DreamWorks che affidò all'attore e sceneggiatore Clark Gregg una prima riscrittura; quindi nel 1998 Steven Spielberg, tra i fondatori dello studios, sottopose il progetto al collega e amico Robert Zemeckis, già legato alla DreamWorks per via di un accordo con la sua neonata società ImageMovers, e che nel frattempo aveva palesato l'interesse a dirigere una pellicola thriller. Già all'opera su Cast Away, Zemeckis approfittò del lungo intervallo di riprese di questo film (necessario a permettere la profonda trasformazione fisica del protagonista Tom Hanks) per prendere in mano Le verità nascoste.
Tra i protagonisti, nel giugno 1998 Harrison Ford fu il primo a venire coinvolto nel progetto, dimostrandosi interessato a tal punto da rinunciare ad altri impegni lavorativi per far spazio a questa pellicola; nell'ottobre seguente venne scritturata anche Michelle Pfeiffer: entrambi gli attori erano le prime scelte di Zemeckis nel ruolo.
Frattanto DreamWorks si accordò con 20th Century Fox per la distribuzione, che interessò entrambi i progetti del tempo di Zemeckis: Fox distribuì infatti sia Le verità nascoste sia Cast Away, con DreamWorks che riservò a sé la sola distribuzione internazionale de Le verità nascoste. Gregg venne infine confermato come sceneggiatore, cosa che lo portò a declinare la contemporanea offerta di Aaron Sorkin circa un ruolo da protagonista nella serie televisiva Sports Night; nonostante l'impegno con Le verità nascoste, Sorkin riuscì poi a ritagliare ugualmente un piccolo ruolo per Gregg nel finale di stagione.

## Distribuzione
Negli Stati Uniti è uscito nelle sale cinematografiche il 21 luglio 2000. In Italia, invece, è uscito il 15 dicembre.

## Accoglienza

### Incassi
Costato oltre 90 000 000 di dollari, Le verità nascoste fu proiettato nei cinema a partire dal 21 luglio 2000, accolto da recensioni generalmente positive. Il film fu il più visto nella sua prima settimana di programmazione, incassando circa 30 000 000 di dollari. Le proiezioni del film proseguirono per tutta l'estate del 2000, con un guadagno finale di oltre 155 000 000 di dollari negli Stati Uniti d'America, e circa 290 000 000 in tutto il mondo.

## Riconoscimenti
- 2001 - Nastro d'argento
  - Miglior doppiaggio maschile a Michele Gammino
- 2001 - Saturn Award
  - Candidatura Miglior film horror
  - Candidatura Miglior regia a Robert Zemeckis
  - Candidatura Miglior attrice protagonista a Michelle Pfeiffer
- 2001 - ASCAP Award
  - Top Box Office Films a Alan Silvestri
- 2001 - Blockbuster Entertainment Awards
  - Miglior attore in un film di suspense a Harrison Ford
  - Miglior attrice in un film di suspense a Michelle Pfeiffer
  - Candidatura Miglior attrice non protagonista in un film di suspense a Diana Scarwid
- 2001 - Golden Trailer Awards
  - Candidatura Miglior film horror/thriller
- 2001 - Premio YoGa
  - Peggior film straniero a Robert Zemeckis